# Bryan McCabe
Bryan McCabe (ur. 8 czerwca 1975 w St. Catharines, Ontario, Kanada) – kanadyjski hokeista.

## Kariera klubowa
- Medicine Hat Tigers (1991–1992)
- Spokane Chiefs (1992–1995)
- Brandon Wheat Kings (1995)
- New York Islanders (1995–1998)
- Vancouver Canucks (1998–1999)
- Chicago Blackhawks (1999–2000)
- Toronto Maple Leafs (2000–2004)
- HV71 (2004)
- Toronto Maple Leafs (2004–2008)
- Florida Panthers (2008–2011)
- New York Rangers (2011–2012)

Został wybrany przez New York Islanders w drugiej rundzie draftu NHL w 1993 roku. Poza Toronto Maple Leafs i New York Islanders, McCabe grał także w Chicago Blackhawks, Vancouver Canucks oraz ostatnio w zespole Florida Panthers, gdzie był kapitanem.
Podczas lokautu w sezonie 2004-05 McCabe podpisał kontrakt w szwedzkiej Elitserien z HV71, lecz został zwolniony po 10 meczach, gdyż nie spełnił oczekiwań (zaliczył w tym czasie 1 asystę i przesiedział 30 minut na ławce kar). 26 lutego 2011 roku został graczem New York Rangers (w wymianie z Timem Kennedym oraz trzecią rundą draftu dla zespołu Panter). W lutym 2012 poinformował o zakończeniu kariery zawodniczej.

## Statystyki
| 1991-92       | Medicine Hat Tigers | WHL           | 68  | 6   | 24  | 30  | 157  | 4  | 0  | 0  | 0  | 6  |
| 1992-93       | Medicine Hat Tigers | WHL           | 14  | 0   | 13  | 13  | 83   | -- | -- | -- | -- | -- |
| 1992-93       | Spokane Chiefs      | WHL           | 46  | 3   | 44  | 47  | 134  | 6  | 1  | 5  | 6  | 28 |
| 1993-94       | Spokane Chiefs      | WHL           | 64  | 22  | 62  | 84  | 218  | 3  | 0  | 4  | 4  | 4  |
| 1994-95       | Spokane Chiefs      | WHL           | 42  | 14  | 39  | 53  | 115  | -- | -- | -- | -- | -- |
| 1994-95       | Brandon Wheat Kings | WHL           | 20  | 6   | 10  | 16  | 38   | 18 | 4  | 13 | 17 | 59 |
| 1995-96       | NY Islanders        | NHL           | 82  | 7   | 16  | 23  | 156  | -- | -- | -- | -- | -- |
| 1996-97       | NY Islanders        | NHL           | 82  | 8   | 20  | 28  | 165  | -- | -- | -- | -- | -- |
| 1997-98       | NY Islanders        | NHL           | 56  | 3   | 9   | 12  | 145  | -- | -- | -- | -- | -- |
| 1997-98       | Vancouver Canucks   | NHL           | 26  | 1   | 11  | 12  | 64   | -- | -- | -- | -- | -- |
| 1998-99       | Vancouver Canucks   | NHL           | 69  | 7   | 14  | 21  | 120  | -- | -- | -- | -- | -- |
| 1999-00       | Chicago Blackhawks  | NHL           | 79  | 6   | 19  | 25  | 139  | -- | -- | -- | -- | -- |
| 2000-01       | Toronto Maple Leafs | NHL           | 82  | 5   | 24  | 29  | 123  | 11 | 2  | 3  | 5  | 16 |
| 2001-02       | Toronto Maple Leafs | NHL           | 82  | 17  | 26  | 43  | 129  | 20 | 5  | 5  | 10 | 30 |
| 2002-03       | Toronto Maple Leafs | NHL           | 75  | 6   | 18  | 24  | 135  | 7  | 0  | 3  | 3  | 10 |
| 2003-04       | Toronto Maple Leafs | NHL           | 75  | 16  | 37  | 53  | 86   | 13 | 3  | 5  | 8  | 14 |
| 2004-05       | HV71                | SEL           | 10  | 1   | 0   | 1   | 30   | -- | -- | -- | -- | -- |
| 2005-06       | Toronto Maple Leafs | NHL           | 73  | 19  | 49  | 68  | 116  | -- | -- | -- | -- | -- |
| 2006-07       | Toronto Maple Leafs | NHL           | 82  | 15  | 42  | 57  | 115  | -- | -- | -- | -- | -- |
| Łącznie w NHL | Łącznie w NHL       | Łącznie w NHL | 863 | 110 | 285 | 395 | 1493 | 51 | 10 | 16 | 26 | 70 |